# Peperomia stelechophila
Peperomia stelechophila är en pepparväxtart som beskrevs av C. Dc.. Peperomia stelechophila ingår i släktet peperomior, och familjen pepparväxter. Inga underarter finns listade i Catalogue of Life.